# Акиртава, Николай Николаевич
Николай Николаевич Акиртава (31 декабря 1894, с. Чубурхинджи, Сухумский округ, Кутаисская губерния, Российская империя — 1937) — советский государственный и партийный деятель.

## Биография

### Происхождение и образование
Старший из восьми детей (2 сыновей и 6 дочерей) влиятельных абхазских дворян — Николая и Еши Акиртава. Его мать, происходившая из рода владетельных самурзаканских князей Эмухвари (Эмхаа, абх. Аишьцәа Аимхаа), была известна своей образованностью (имела гимназическое образование) и общественной деятельностью. Она стояла, например, у истоков становления церковно-приходской школы в с. Чубурхинджи, в которой много лет преподавала сама, а затем там учительствовали две её старшие дочери — Юлия и Евгения. Благодаря влиянию матери все дети Акиртава получили хорошее образование. Николай до 1911 года проходил обучение в Ставропольской гимназии, считавшейся одним из лучших средних учебных заведений России XIX века, затем был переведен в Кутаисскую классическую гимназию, которую успешно окончил в 1913 году. После окончания гимназического обучения он поступает на юридический факультет Харьковского университета, одного из старейших университетов Восточной Европы.

### Начало революционной деятельности
В тот момент в стенах университета образовалась довольно сильная студенческая революционная организация в состав которой входили такие известные впоследствии деятели партии большевиков в Абхазии как: Н. А. Лакоба, С. А. Картозия и И. Н. Маргания, сокурсником, а затем и одним из преподавателей Николая был В. И. Межлаук, известный позже как один из народных комиссаров и заместитель председателя СНК СССР. Юноша довольно быстро увлекся социалистическими идеями и включился в революционную борьбу, уже в 1914 году он вступает в ряды партии большевиков. В 1916 году Акиртава был ненадолго арестован полицией за революционную пропаганду. В 1917 году Акиртава принимает деятельное участие в установлении советской власти в Харькове, после образования в феврале 1918 года Донецко-Криворожской Советской Республики работал следователем в Главном управлении по борьбе с контрреволюцией, сохранил должность и после вхождения ДКСР в созданную в марте 1918 года Украинскую Советскую Республику. В связи с наступлением немецко-австрийских войск в апреле 1918 года вместе с правительством УСР переехал в Луганск, где вступил в 5-ю армию Ворошилова К. Е. вместе с которой отступил за Волгу и принял участие в знаменитой обороне Царицына. В сентябре 1918 года Акиртава был контужен, демобилизован по ранению и направлен обратно в Харьков, где советская власть была уже восстановлена. В Харькове он работает в военно-окружном комиссариате, командует частями особого назначения, а с декабря 1918 года руководит агитационно-просветительным отделом правительства Украины.

### Деятельность в Абхазии
- член партии с дореволюционным стажем. С 1921 член Военно-революционного комитета Абхазии.
- 1922—1923 ответственный секретарь Абхазского областного комитета КП(б) Грузии
- с 1925 заместитель председателя СНК Абхазской ССР
- переведен в СНК Грузинской ССР, занимает пост заместителя народного комиссара рабоче-крестьянской инспекции Грузинской ССР
- с 1926 ответственный секретарь Аджарского областного комитета КП(б) Грузии
- в 1927 исключен из партии и сослан в Коканд. В 1930-х арестован и расстрелян.